# Lantos Rezsőné
Lantos Rezsőné Osváth Edit (Kecskemét, 1928. május 19. – 2009. július 18.) magyar zenetanár, karnagy, tankönyvszerző, a Kodály-módszer külföldön is ismert terjesztője.

## Pályája
A Fazekas Mihály Fővárosi Gyakorló Általános Iskola és Gimnázium vezetőtanáraként a diákok mellett a tanárjelölteket is tanította a szakma gyakorlati részére. Eközben közreműködött a Magyar Rádió iskolai énekóráiban is.
A KISZ Központi Művészegyüttesnek 25 évig volt másodkarnagya, s a vegyeskarral és a női karral számos európai kórusversenyen ért el első helyezést. Férje, Lantos Rezső 1977-es halála után ő tartotta egyben s vezette tovább 1980-ig az énekkart.
Ezt követően amerikai és kanadai meghívásoknak tett eleget: a bostoni Kodály Intézetben, majd a (kanadai zeneakadémiának számító) torontói Royal Conservatorium of Musicban oktatta a zenetanárokat a Kodály-módszer alkalmazására, miközben Calgaryban és Hamiltonban is tartott kurzusokat a módszerről.
81 évesen autóbalesetben halt meg.

## Tankönyvszerzőként
Az általános iskolák 1–3. osztálya számára írt ének-zene-tankönyveket és tanári kézikönyveket kolléganőjével, Lukin Lászlónéval közösen, melyeket a Kodály–Ádám-féle könyvek után a legkiválóbbként tartanak számon. Ezek átdolgozva ma is tankönyvjegyzéken vannak.

## Kitüntetése
- Pro Cultura Hungarica díj, 2000